# Mesolecanium jaboticabae
Mesolecanium jaboticabae (лат.) — вид полужесткокрылых насекомых-кокцид рода Mesolecanium из семейства ложнощитовки (Coccidae).

## Распространение
Южная Америка, Бразилия (Sao Paulo).

## Описание
Питаются соками миртовых растений таких как Eugenia jaboticaba, род Eugenia (Myrtaceae). Вид был впервые описан в 1900 году бразильским энтомологом Адольфом Хемпелем (Hempel, Adolph; 1870—1949) под первоначальным названием Lecanium jaboticabae Cockerell, 1900.
Таксон Mesolecanium jaboticabae включён в состав рода Mesolecanium (триба Coccini) вместе с таксонами M. argaformis, M. campomanesiae, M. baccharidis, M. inflatum, M. ferum, M. lucidum, M. marmoratum, M. obscurum, M. planum, M. pseudosemen, M. mayteni, M. rhizophorae, M. uvicola и другими. Видовое название M. jaboticabae дано по имени кормового растения E. jaboticaba, на котором он был впервые обнаружен.